# Laminacauda pacifica
Laminacauda pacifica é uma espécie de aranhas araneomorfas da família Linyphiidae encontrada no Arquipélago Juan Fernández.  Esta espécie foi descrita pela primeira vez em 1924, pelo biólogo Berland.